# Kasteel Neercanne
Kasteel Neercanne of Château Neercanne, voorheen kasteel Agimont, is een zeventiende-eeuws barokkasteel in het Jekerdal in het zuidwesten van de Nederlandse gemeente Maastricht. Neercanne ligt aan de Cannerweg, nog net op Nederlands grondgebied, vlak bij het Belgisch-Limburgse dorp Kanne. Neercanne is het enige terrassenkasteel in Nederland, gebouwd op een aangelegd terras tegen de helling van de Cannerberg. De gereconstrueerde baroktuin is eveneens terrasvormig aangelegd. In het kasteel is een gerenommeerd restaurant gevestigd, Château Neercanne.

## Geschiedenis
Het kasteel is gebouwd op een locatie in de nabijheid waarvan zich in een ver verleden verdedigingswerken bevonden, mogelijk van Romeinse oorsprong. Ter plekke bevinden zich millennia oude kalksteengroeven in de Sint Pietersberg, die daarmee in verband worden gebracht. Momenteel zijn deze bij het huidige restaurant in gebruik als wijnkelder en eetzaal. De oudst bekende vermelding van een kasteel op deze plek, Agimont (Scherpenberg?) genoemd, dateert uit 1316. De vroegst bekende eigenaar van kasteel Agimont was ene Bertram van Liers, die het kasteel in 1353 bewoonde. Ruim een eeuw later was Jean Chabot eigenaar (1454). In 1465 werd het kasteel door de Luikenaren in brand gestoken en in 1469 nogmaals geplunderd, maar al snel werd het kasteel hersteld. In 1477 kwam het kasteel in handen van Gerard Viller. Via vererving kwam het daarna in handen van een dochter van Jan Pité III, die bij de dood van haar man, Herman van Straten, met een grote schuld bleef zitten. Neven van Herman van Straten, de Van Pallandts, kochten het kasteel daarna van de schuldeiser.

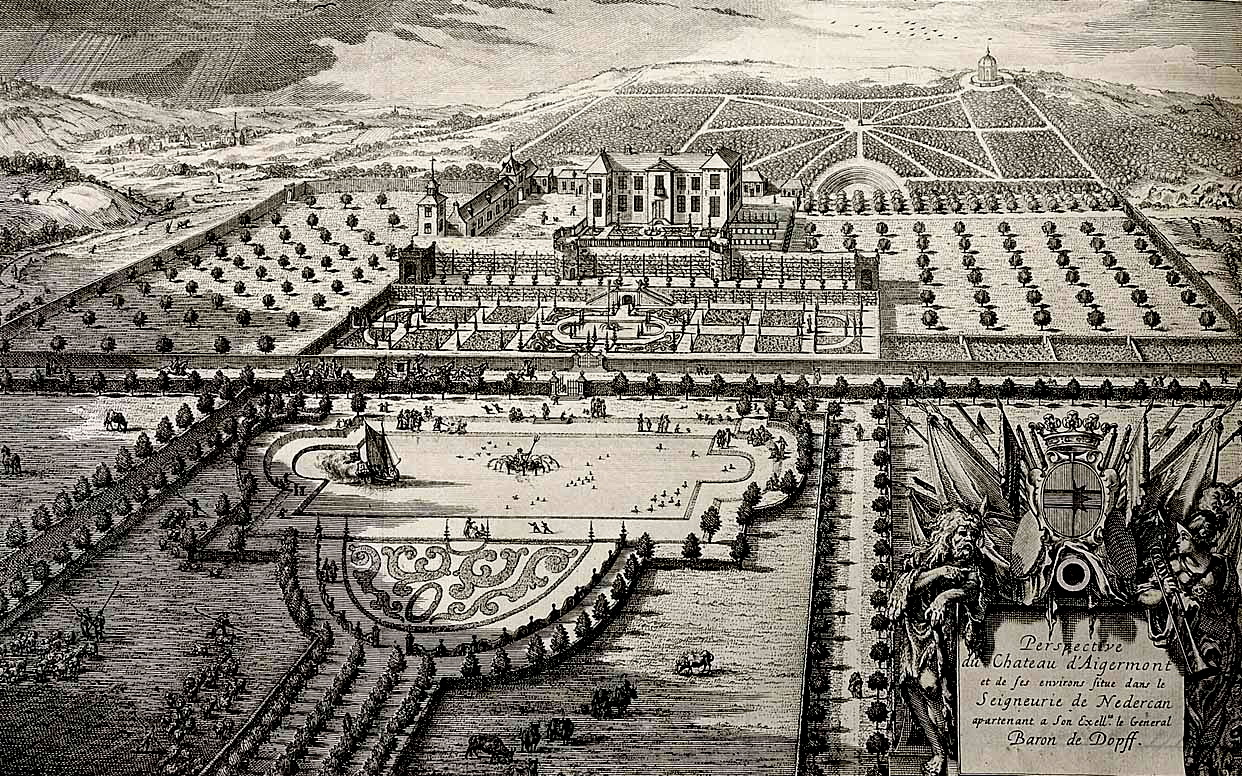
Tuinaanleg, 18e-eeuwse prent

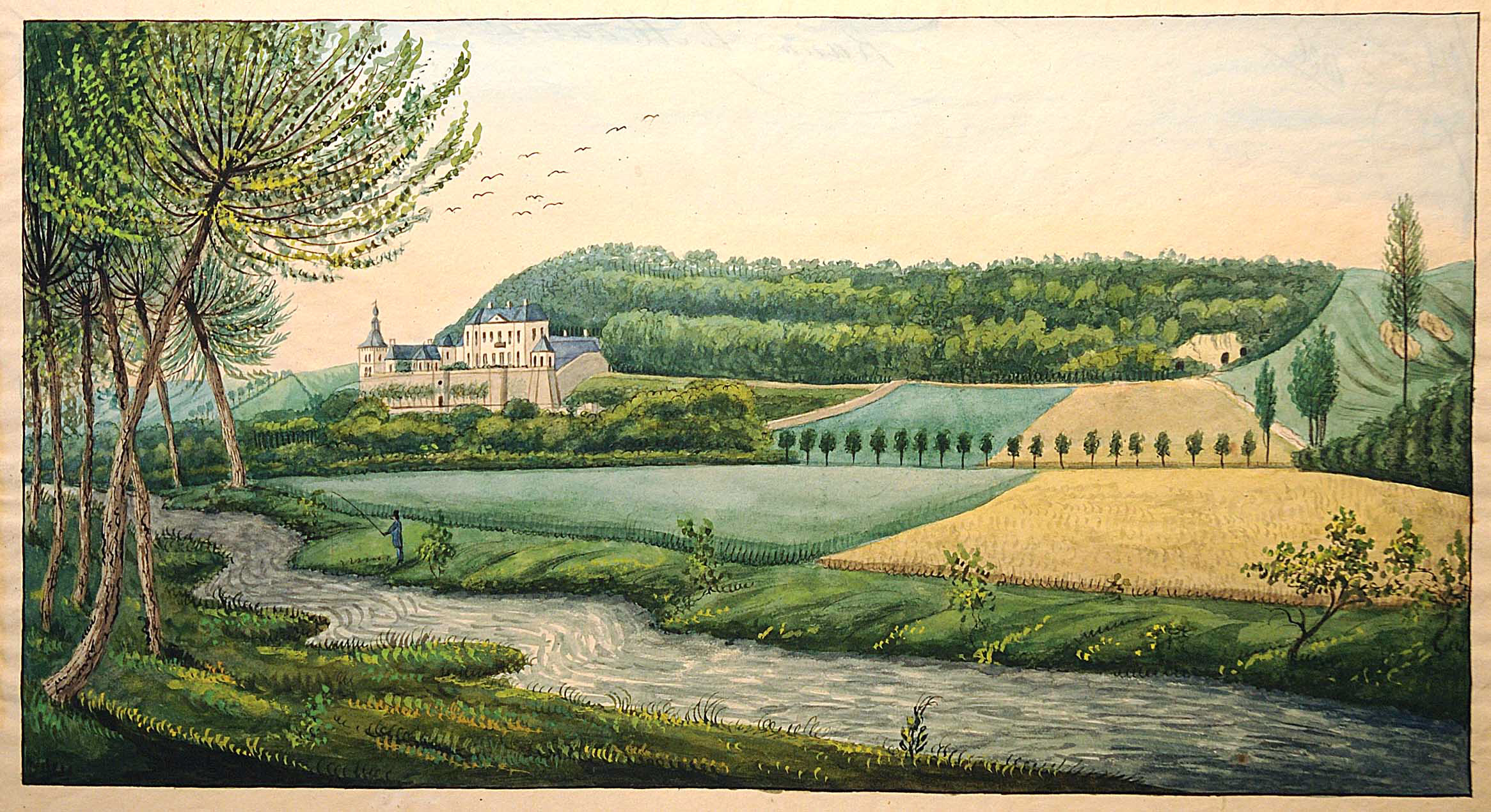
Tekening Ph. van Gulpen, 1836

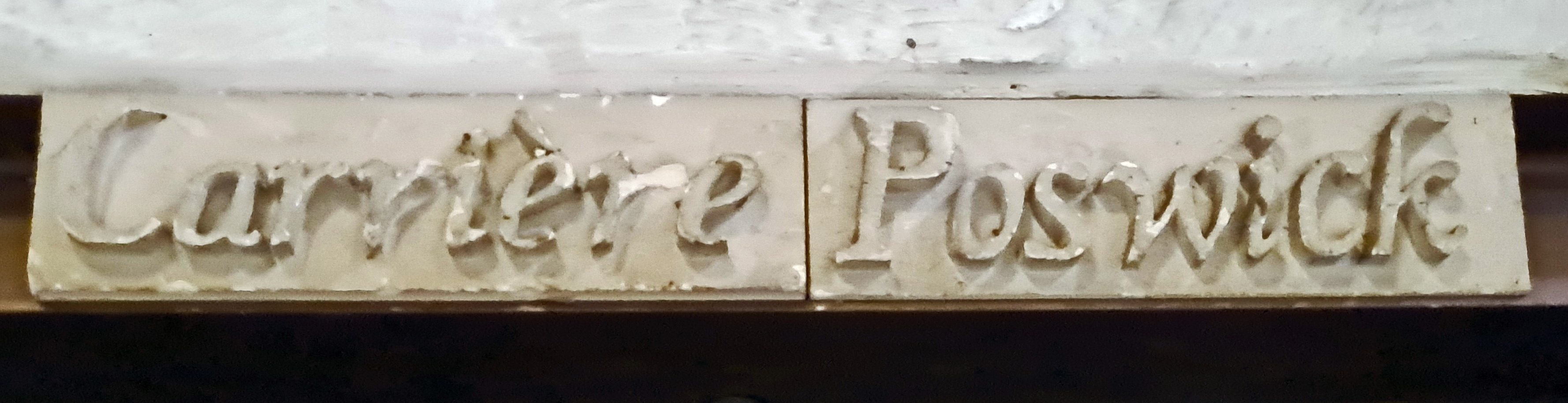
Herinnering aan de familie Poswick bij de ingang van de mergelgroeve (= carrière)

De bijgebouwen met de markante hoektoren in het zuiden stammen uit 1611 en zijn gebouwd in de in deze periode in deze streken gebruikelijke stijl van de Maaslandse renaissance. In 1632, tijdens het Beleg van Maastricht door Frederik Hendrik van Oranje-Nassau, probeerde het Spaanse ontzettingsleger tevergeefs de Staatse troepen uit het kasteel te verdrijven.
Het relatief eenvoudige hoofdvolume kwam in 1698 tot stand na een ingrijpende verbouwing in opdracht van de nieuwe eigenaar, Daniël Wolff, baron van Dopff, in die tijd militair commandant en later gouverneur van de vesting Maastricht. Van Dopff liet het oude kasteel Agimont grotendeels slopen en bouwde er een lustslot in de stijl van het Hollands classicisme, naar het voorbeeld van het door Pieter Post ontworpen Johanniterslot Sonnenburg bij Kostrzyn nad Odrą. Wellicht maakte Van Dopff zelf de tekeningen hiervoor. Van Dopff schonk tevens een som geld voor de restauratie en verfraaiing van de Heilig Grafkapel in het nabije Kanne.
In juli 1717 bezocht de Russische tsaar Peter de Grote het kasteel. In 1761 kwam het kasteel in het bezit van Jan Fredrik Willem, baron van Cler, wiens vrouw het in 1791 aan haar kleinzoon Ignatius van Thier (Ignace Frédéric Nicolas Florentin de Thier), uit het adellijke geslacht De Thier, schonk. In het najaar van 1794 was het kasteel enkele weken lang het hoofdkwartier van de Franse generaal Kléber tijdens het Beleg van Maastricht (1794).
In 1814 kwam het kasteel te liggen op het grondgebied van het nieuw gevormde Koninkrijk der Nederlanden. Het uitbreken van de Belgische Opstand (1830-1839) en de vorming van het Koninkrijk België veranderde daar niets aan. Het grootste deel van de voormalige heerlijkheid Neerkanne werd bij het vaststellen van de nieuwe rijksgrens tussen Nederland en België bij de Belgische gemeente Kanne werd gevoegd, maar de eigenaar van het kasteel, Ignatius baron van Thier, voelde niets voor een Belgische nationaliteit en bewoog hemel en aarde om het kasteel onder de Nederlandse gemeente Oud-Vroenhoven te laten vallen (in 1920 door Maastricht geannexeerd). Van Thier werd later lid van provinciale en gedeputeerde staten van Limburg. Een kleindochter van baron van Thier, Charlotte Adélaïde de Clercx de Waroux (1834-1899), trouwde met Oswald Ive Poswick (1838-1923). Deze was begin twintigste eeuw de laatste kasteelheer. Zijn langstlevende dochter, Louise Euphrasie Marie Poswick (1872-1958), was de laatste bewoonster. Zij verkocht het pand en overleed in een aanpalende hoeve in het dorp Kanne.
Het verwaarloosde kasteel werd in 1947 eigendom van de Stichting Het Limburgs Landschap, die het van 1947 tot 1955 liet restaureren door architect Jean Huysmans, en opnieuw van 1985 tot 1989. In de jaren 1990 werd ook een deel van de baroktuinen hersteld onder leiding van tuinarchitect Wil Snelders.
Vanaf 1955 is in het kasteel een exclusief restaurant gevestigd, Château Neercanne. De Stichting Het Limburgs Landschap verhuurde het kasteel aanvankelijk aan Brand Bierbrouwerij; vanaf 1984 aan Camille Oostwegel Château Hotels & Restaurants, sinds 2016 Oostwegel Collection geheten. Tijdens de Eurotop van 1991, de vergadering die resulteerde in het Verdrag van Maastricht, gebruikten de Europese regeringsleiders, op uitnodiging van koningin Beatrix, de lunch in het restaurant.
In 2023 en 2024 wordt het kasteel opnieuw gerenoveerd, waarbij het gebouw wordt verduurzaamd en onder andere de leien daken worden vernieuwd. Tevens wordt het bestaande restaurant uitgebreid met een qua omvang bescheiden hotelaccommodatie. De zeven hotelsuites worden gerealiseerd in het poortgebouw van het kasteel, gedeeltelijk boven het lunchrestaurant L'Auberge.

## Beschrijving

### Kasteel, exterieur

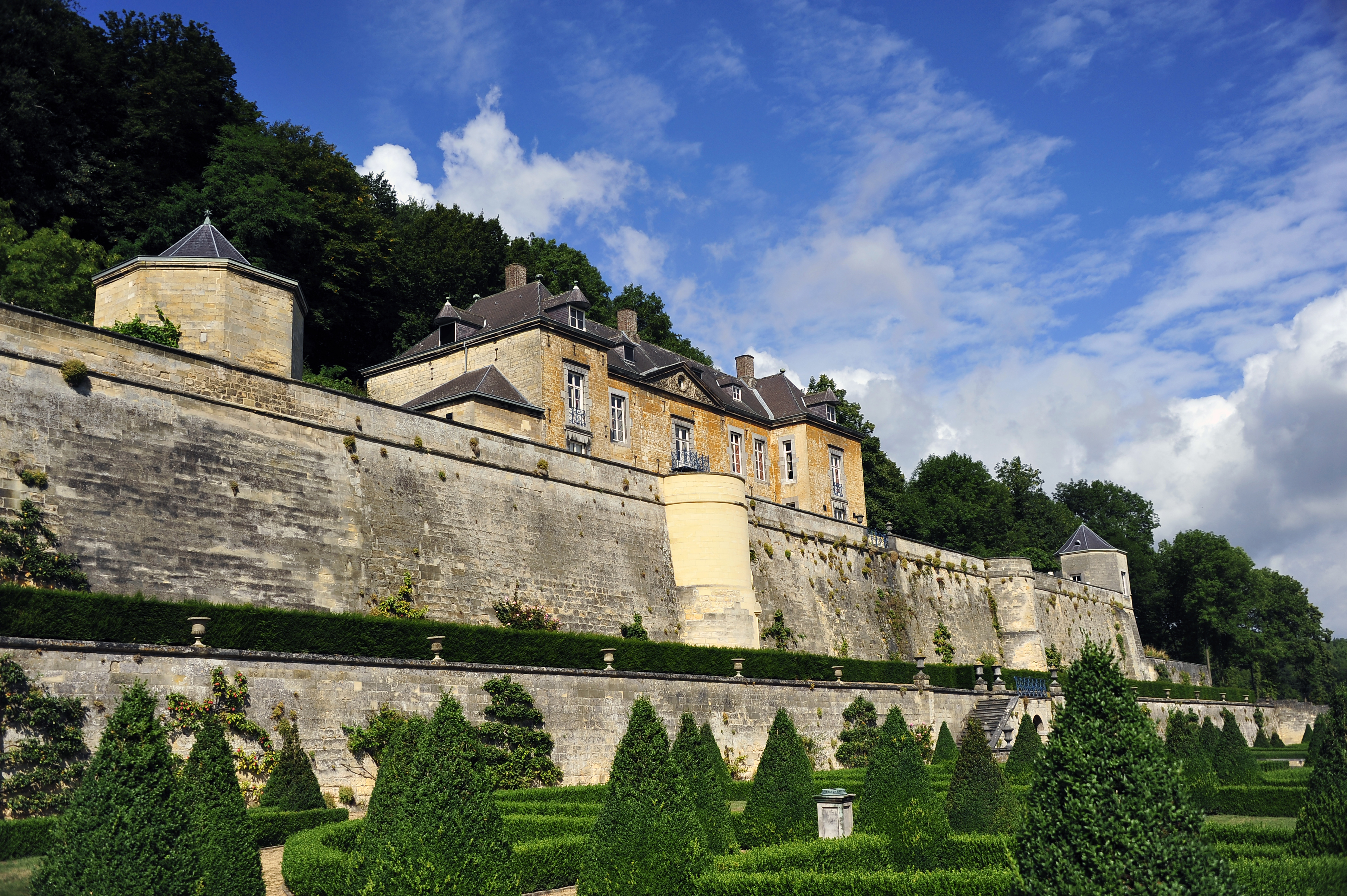
Het kasteel gezien vanaf de terrastuin

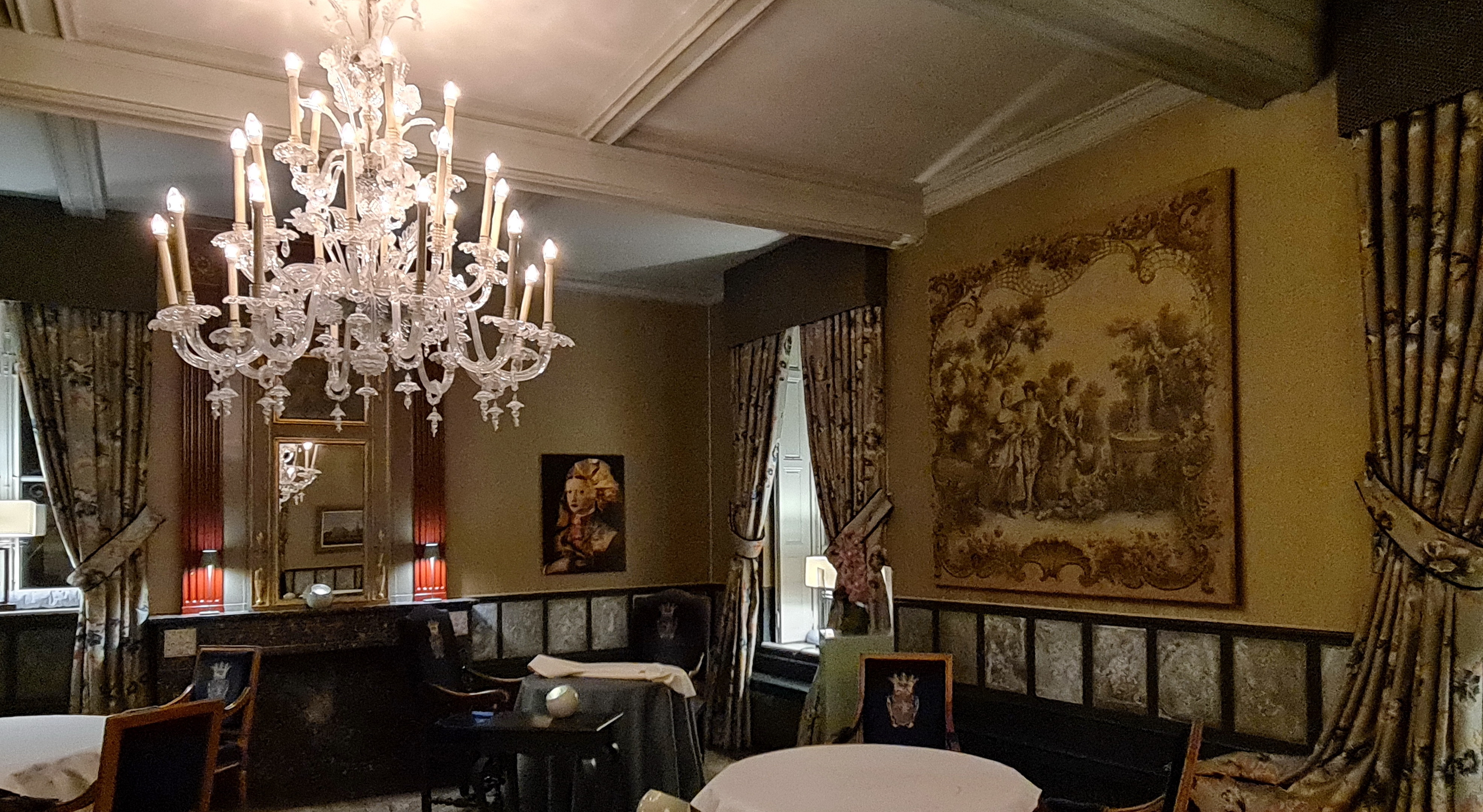
Salon ingericht als restaurant

Alle gebouwen, inclusief de wellicht nog tot het eerdere kasteel Agimont behorende terrasmuren, zijn grotendeels uit mergelsteen opgetrokken. Het gebruik van mergel in de bouw was aan het einde van de zeventiende eeuw, ook in het Maasland, in onbruik geraakt, maar de aanwezigheid van dit materiaal in de ondergrond, zal bij de bouw de doorslag hebben gegeven. De buitenmuren van het kasteel zijn altijd okerkleurig beschilderd geweest. Anderzijds was kasteel Neercanne, voor zover bekend, het eerste bouwwerk in Maastricht waarbij de ramen niet voorzien werden van hardstenen kruiskozijnen, maar veel lichtere, houten kozijnen, volgens de laatste Franse mode.
Van Dopff nam in 1698 delen van het bestaande gebouw op in de nieuwbouw, waardoor het kasteel niet geheel symmetrisch is: de zuidvleugel is smaller dan de noordvleugel. Op de plattegrond van het kasteel is te zien dat de binnenmuren niet allemaal even dik en recht zijn. In het midden van het kasteel bevindt zich het trappenhuis, met aan weerszijden langgerekte kamers, die de verbinding vormen met de zijvleugels. Het trappenhuis is in de gevel gemarkeerd door een fronton met een gebeeldhouwd reliëf van wijnranken en het jaartal 1698. De westgevel is eenvoudiger. Alleen de toegangsdeur bezit een hardstenen omlijsting, waarin een sluitsteen met het wapenschild van Van Dopff is geplaatst.

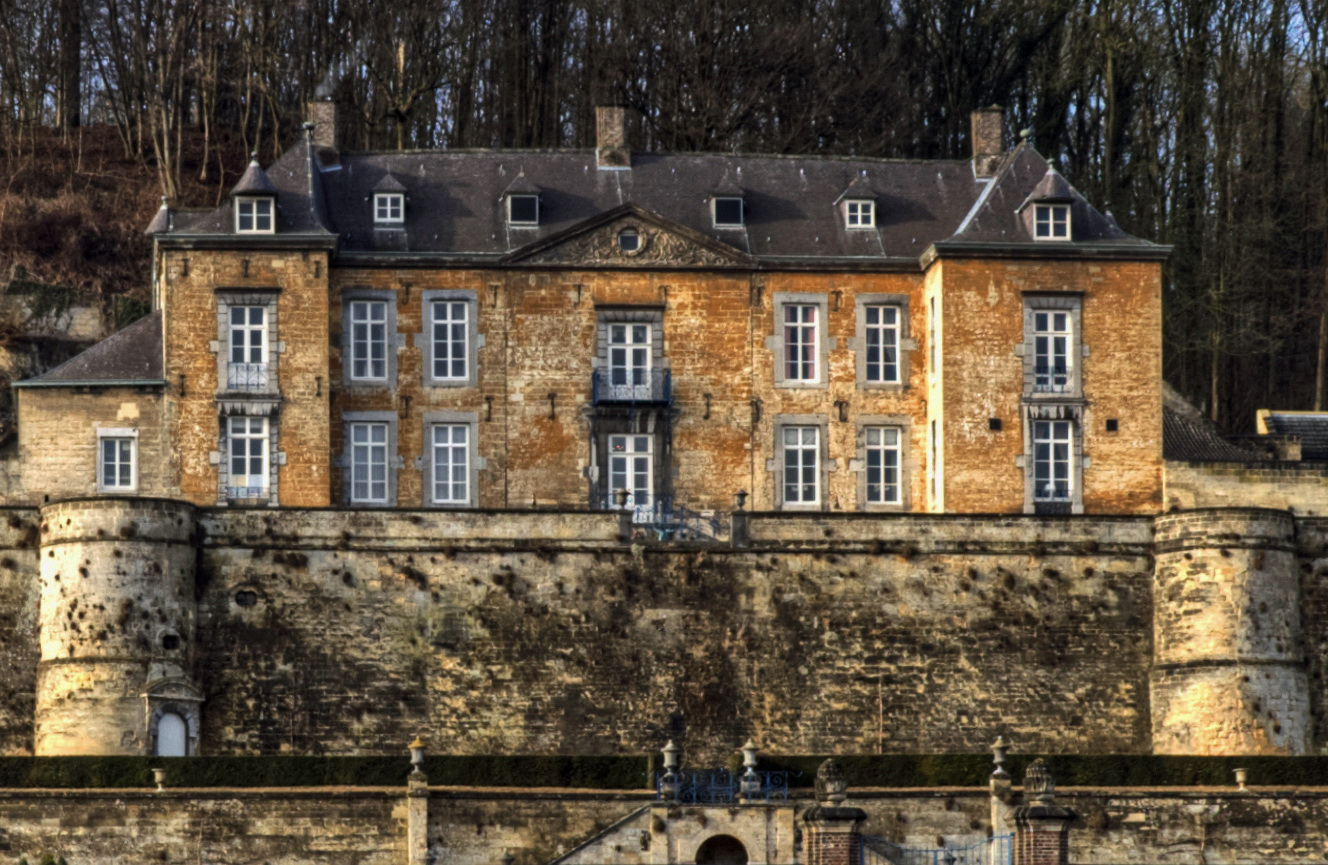
Oostgevel
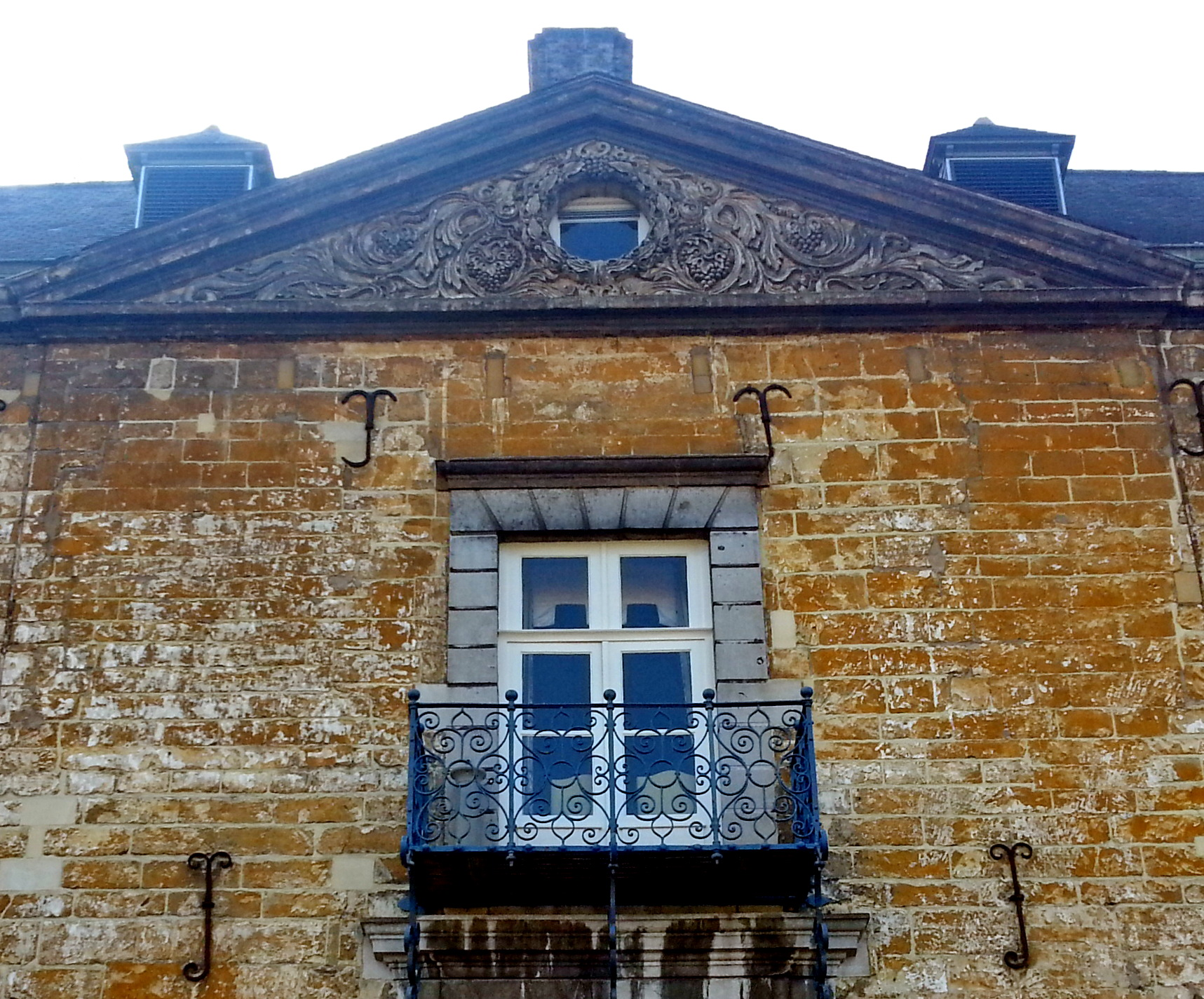
Detail gevel met fronton
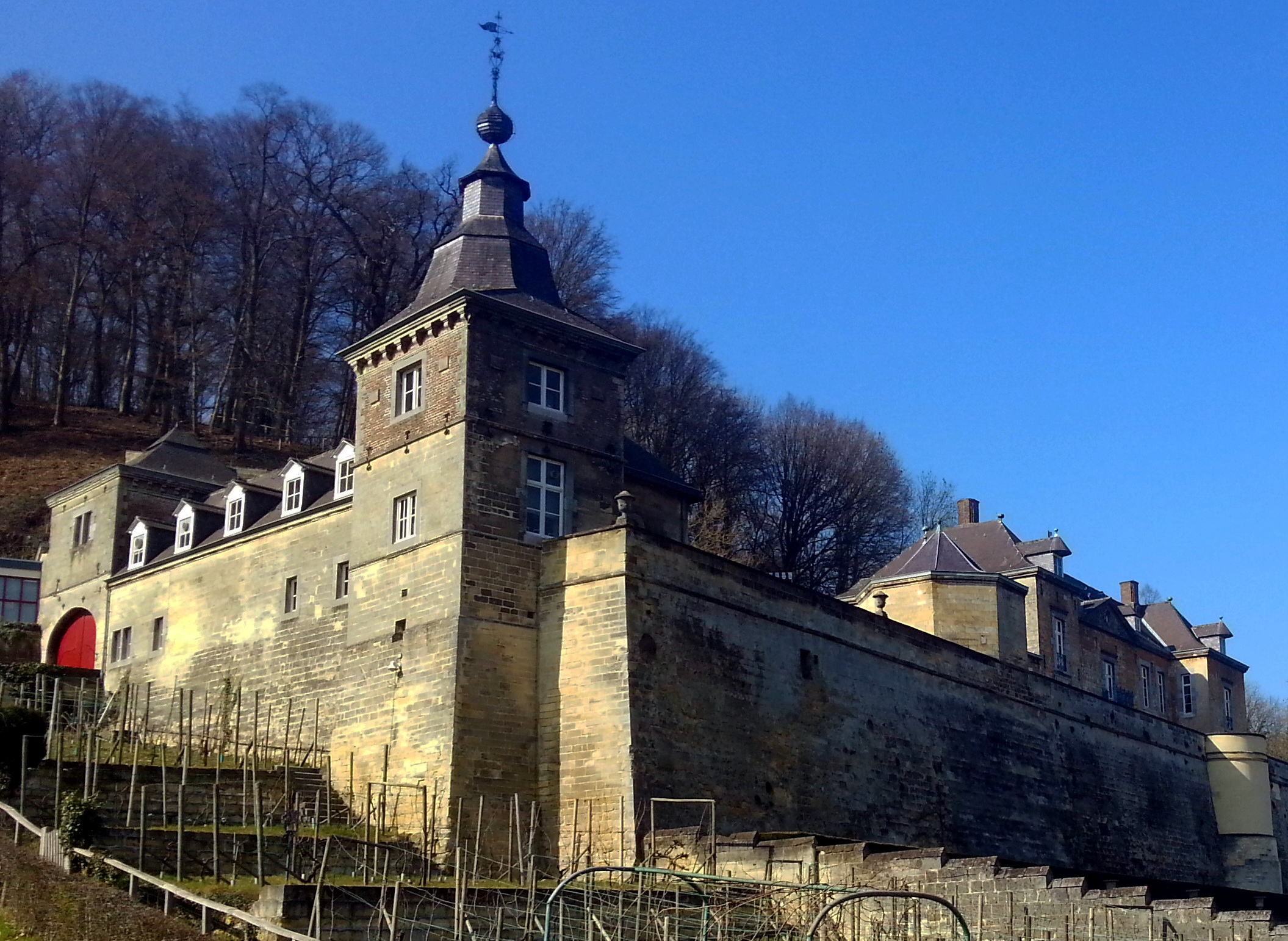
Zuidelijke hoektoren
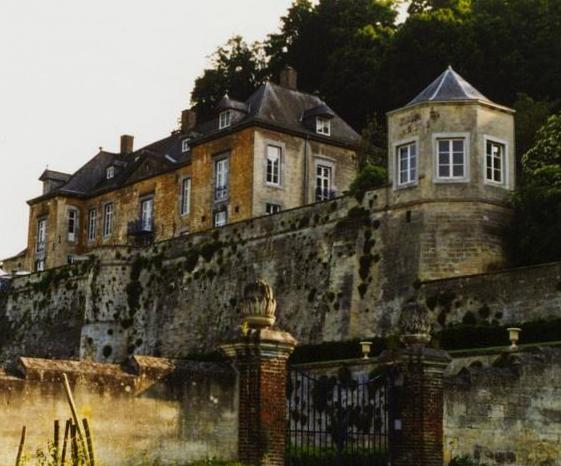
Noordelijke hoektoren

### Kasteel, interieur
Van de oorspronkelijke inrichting is weinig bewaard gebleven. De zaalbetimmeringen en een collectie wandtapijten zijn in de Tweede Wereldoorlog verloren gegaan. In de hal bevindt zich nog de oorspronkelijke trap met een leuning op brede balusters. Daar hangt een groot portretschilderij van baron Van Dopff, een kopie van een postuum geschilderd portret door Johann Valentin Tischbein in het Slot Fasanerie te Fulda. In het gestukadoorde plafond zijn wapentrofeeën in reliëf afgebeeld. Enkele schoorsteenboezems zijn eveneens met sierstucwerk versierd. De gehele benedenverdieping is ingericht als restaurant en keuken.

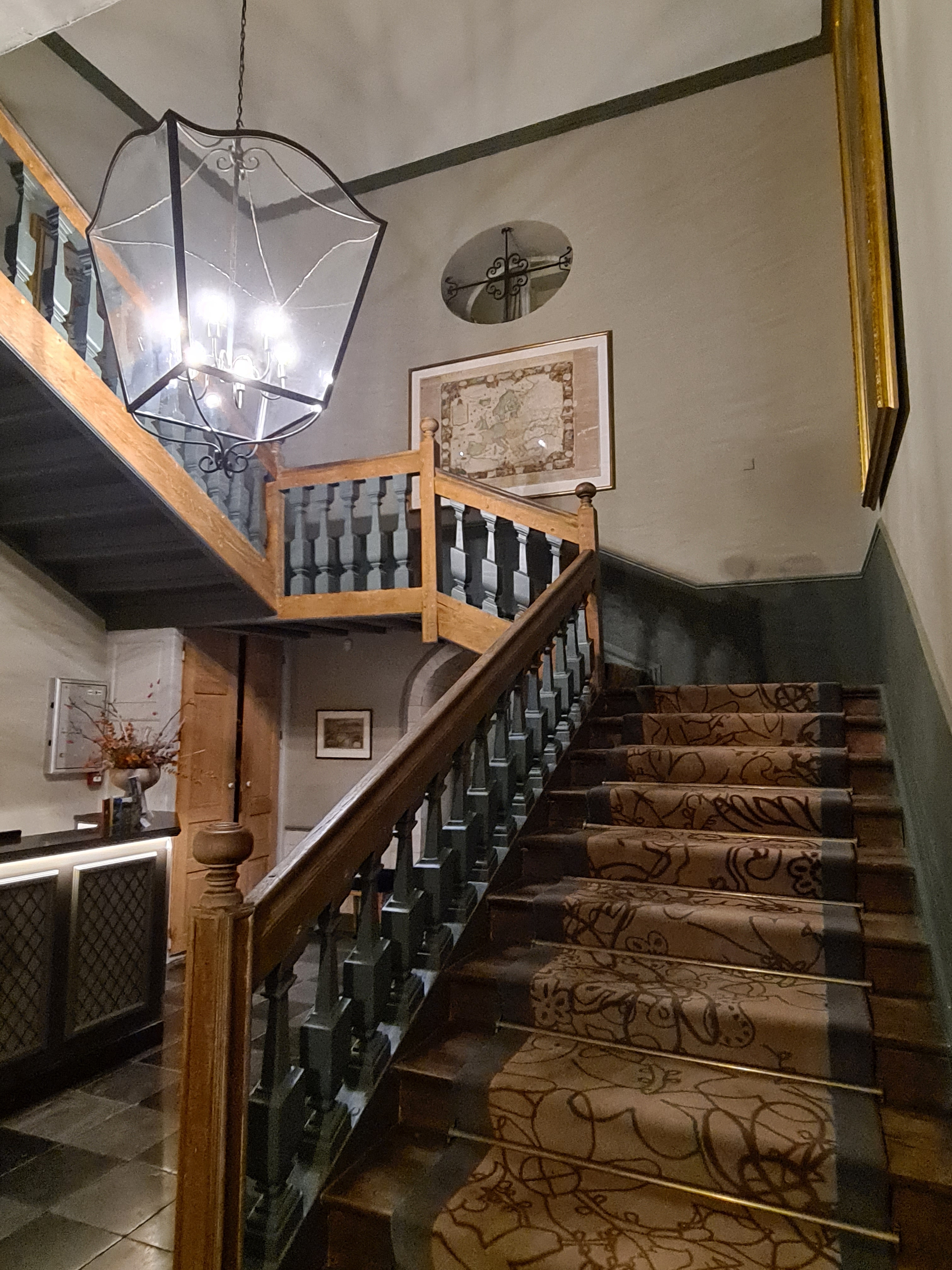
Trappenhuis
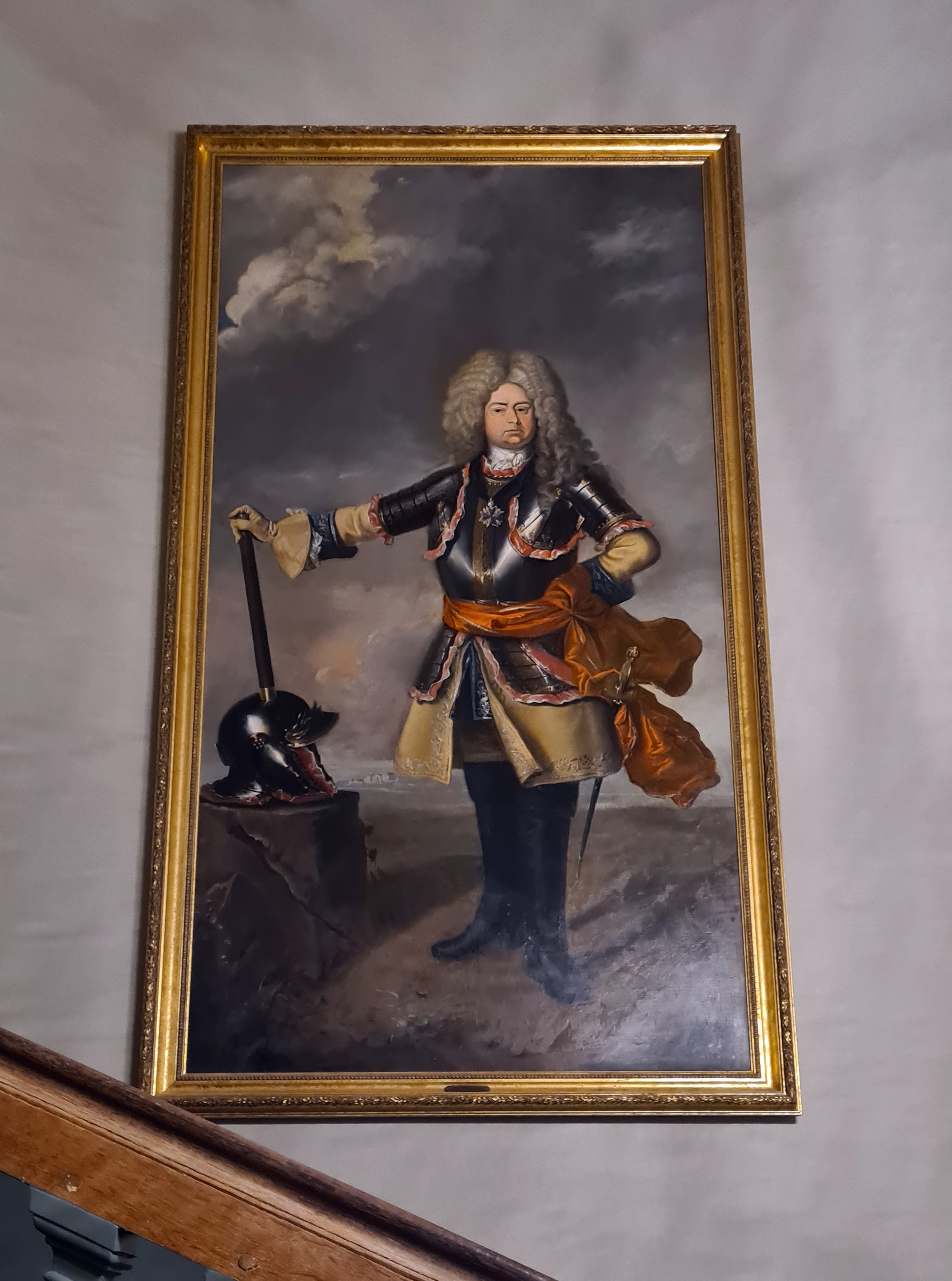
Portret Van Dopff
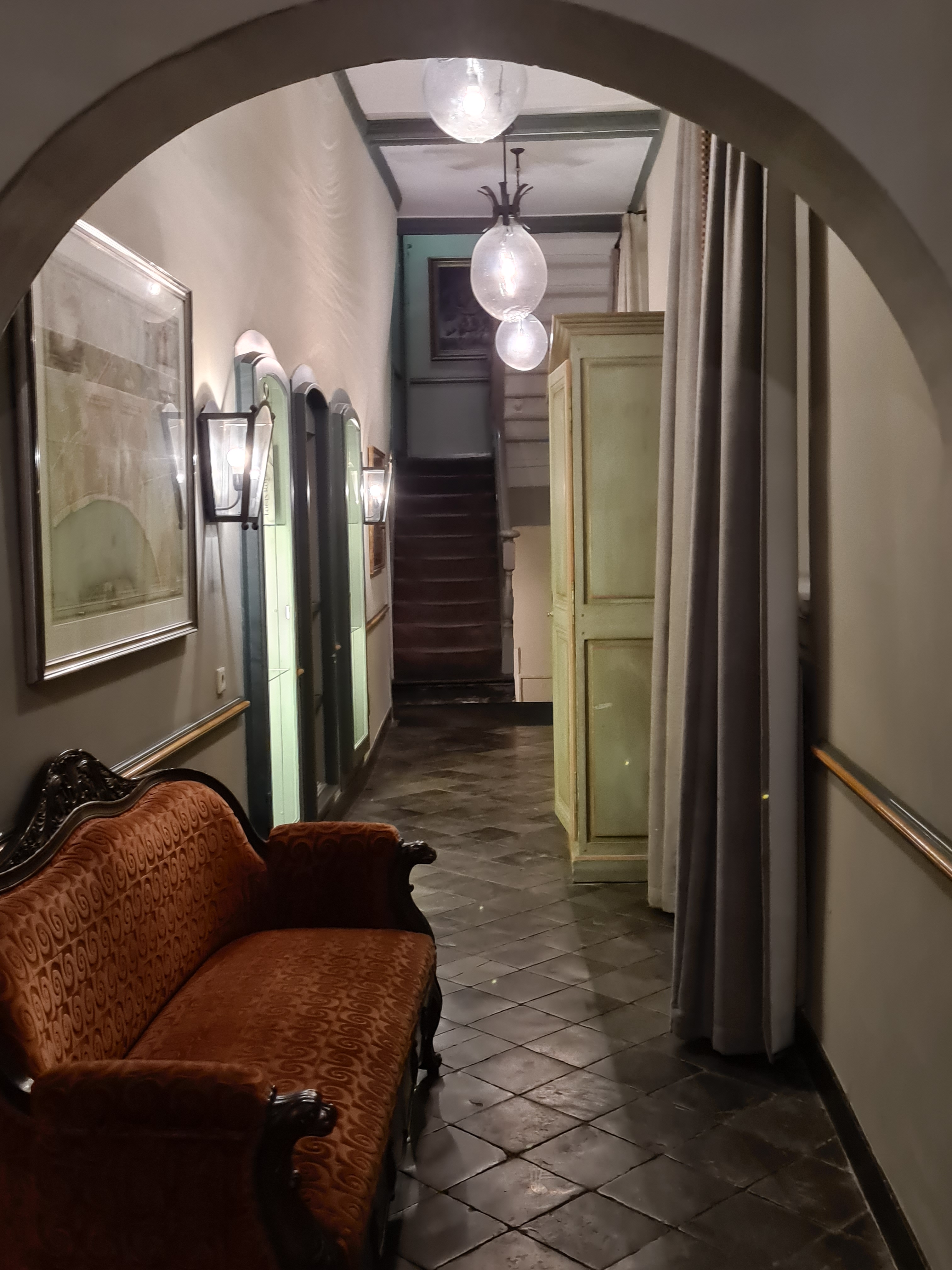
Gang
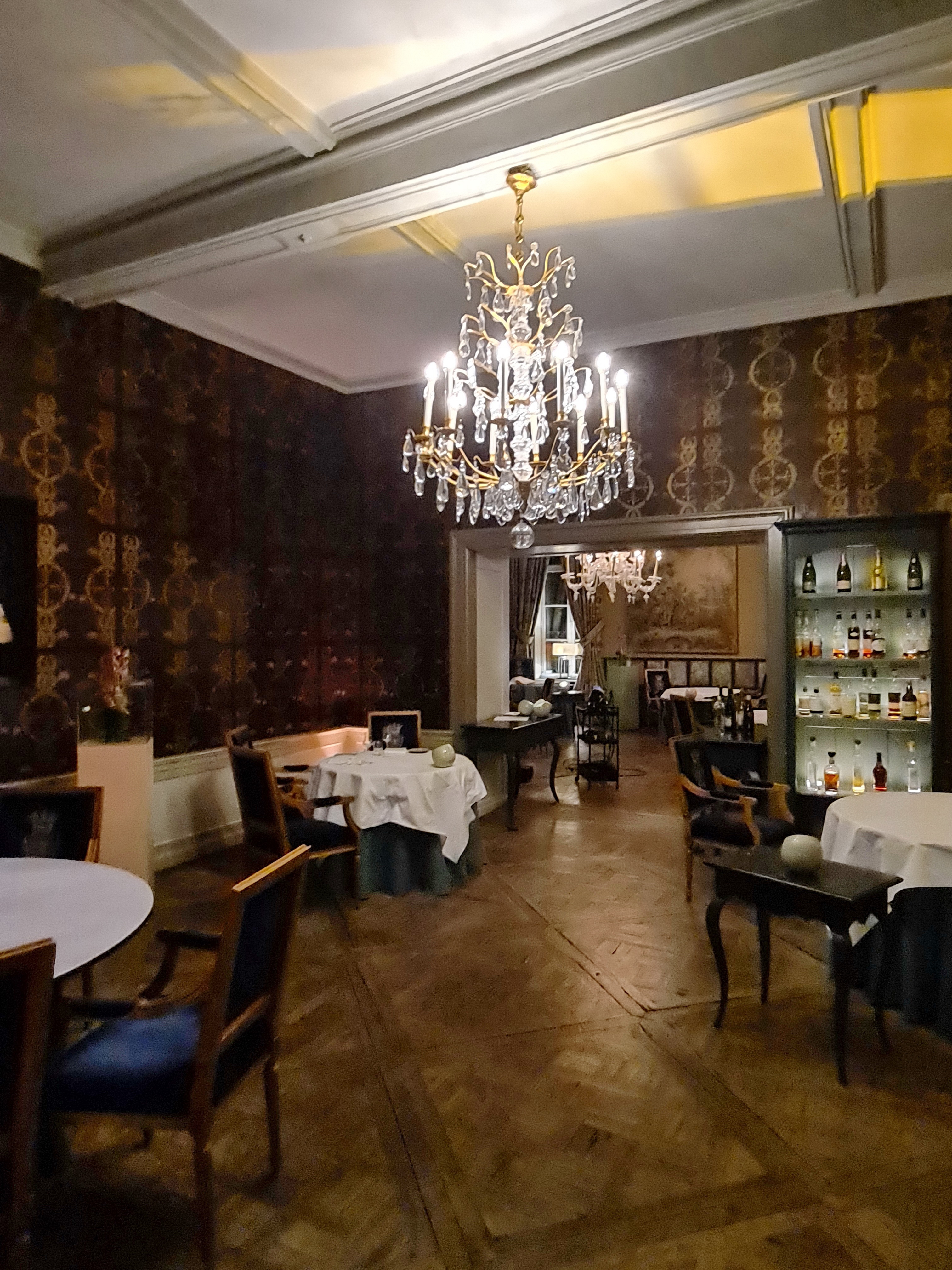
Salon, thans restaurant

### Bijgebouwen en Kasteelgroeve

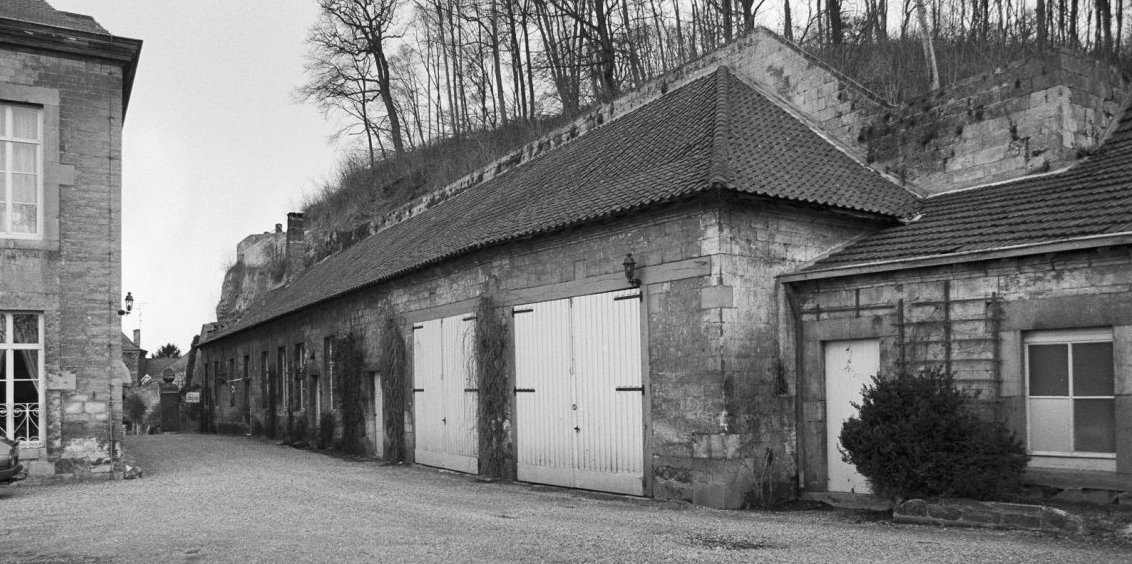
Schuren met achterliggende Kasteelgroeve

Achter het kasteel ligt een reeks bijgebouwen, alle opgetrokken uit mergel. Een imposante ruimte is de voormalige paardenstal, overdekt met een mergelstenen gewelf dat gesteund wordt door pilaren met een doorsnede van bijna een meter. Hier is het lunchrestaurant L'Auberge de Neercanne gevestigd. De naastgelegen schuur loopt naadloos over in een mergelgroeve ('Kasteelgroeve'). Onder de Cannerberg en de Muizenberg liggen uitgestrekte in de mergel uitgehakte gangenstelsels. In een deel van dat gangenstelsel was tijdens de Koude Oorlog het NAVO-hoofdkwartier Cannerberg gevestigd. Ook de Fallenberggroeve, met de kunstzinnig gedecoreerde Jezuïetenberg, maakt deel uit van het gangenstelsel. De Kasteelgroeve, het gedeelte van de mergelgangen direct achter het kasteel, heeft eveneens een horecafunctie. De uit meerdere ruimtes en gangen bestaande groeve doet dienst als wijnkelder, wijnproeverij, ontvangstruimte en feestlocatie. Op de zachte mergelstenen muren zijn met houtskool de namen geschreven (of ingekrast) van prominente en minder prominente gasten. Bijzonder is de herinneringsplaquette met de handtekeningen van koningin Beatrix en de (destijds) twaalf regeringsleiders van de EU-landen, die hier op 9 december 1991 te gast waren tijdens de Eurotop, die leidde tot het Verdrag van Maastricht.

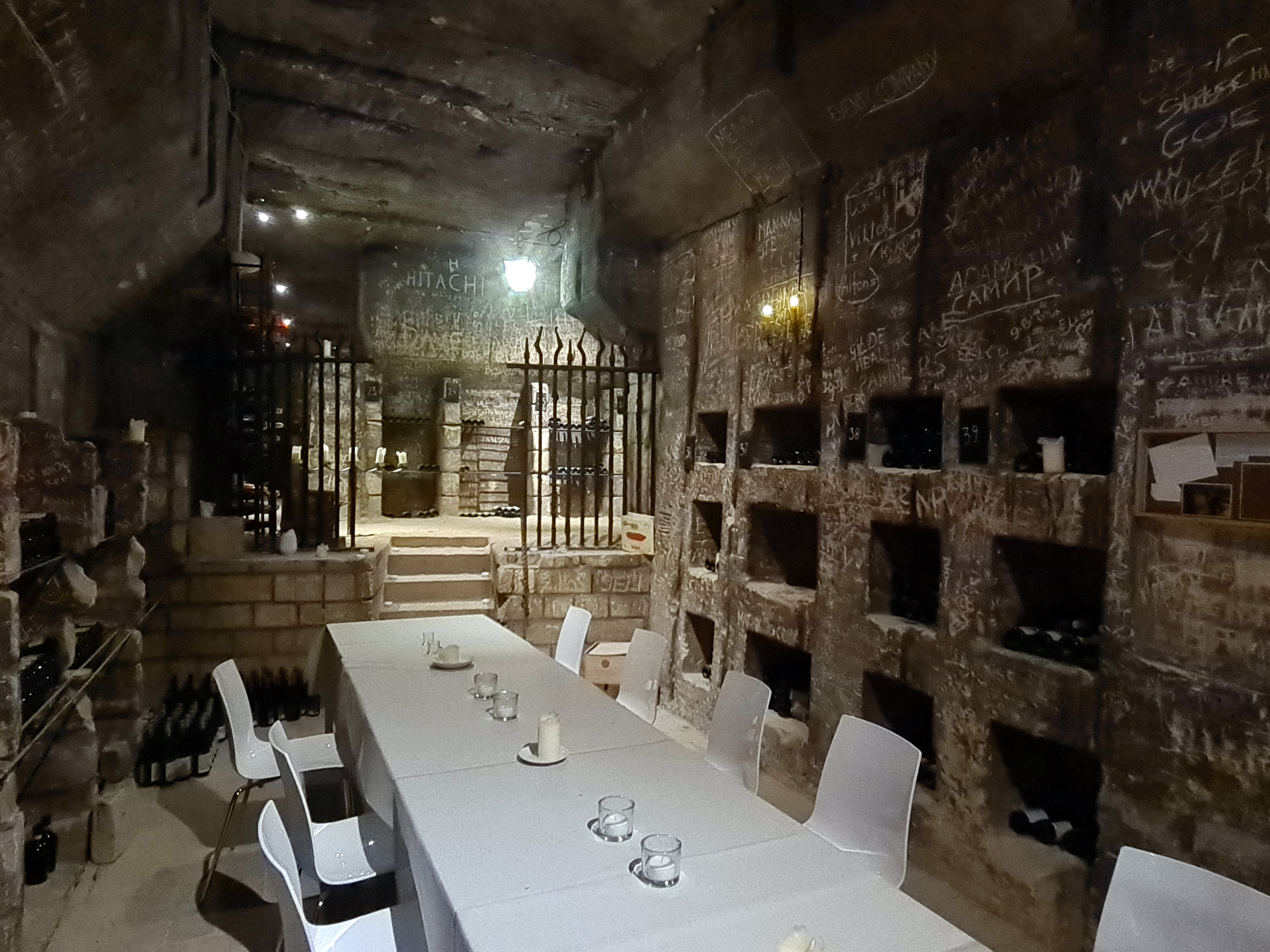
Wijnkelder en -proeverij in mergelgroeve
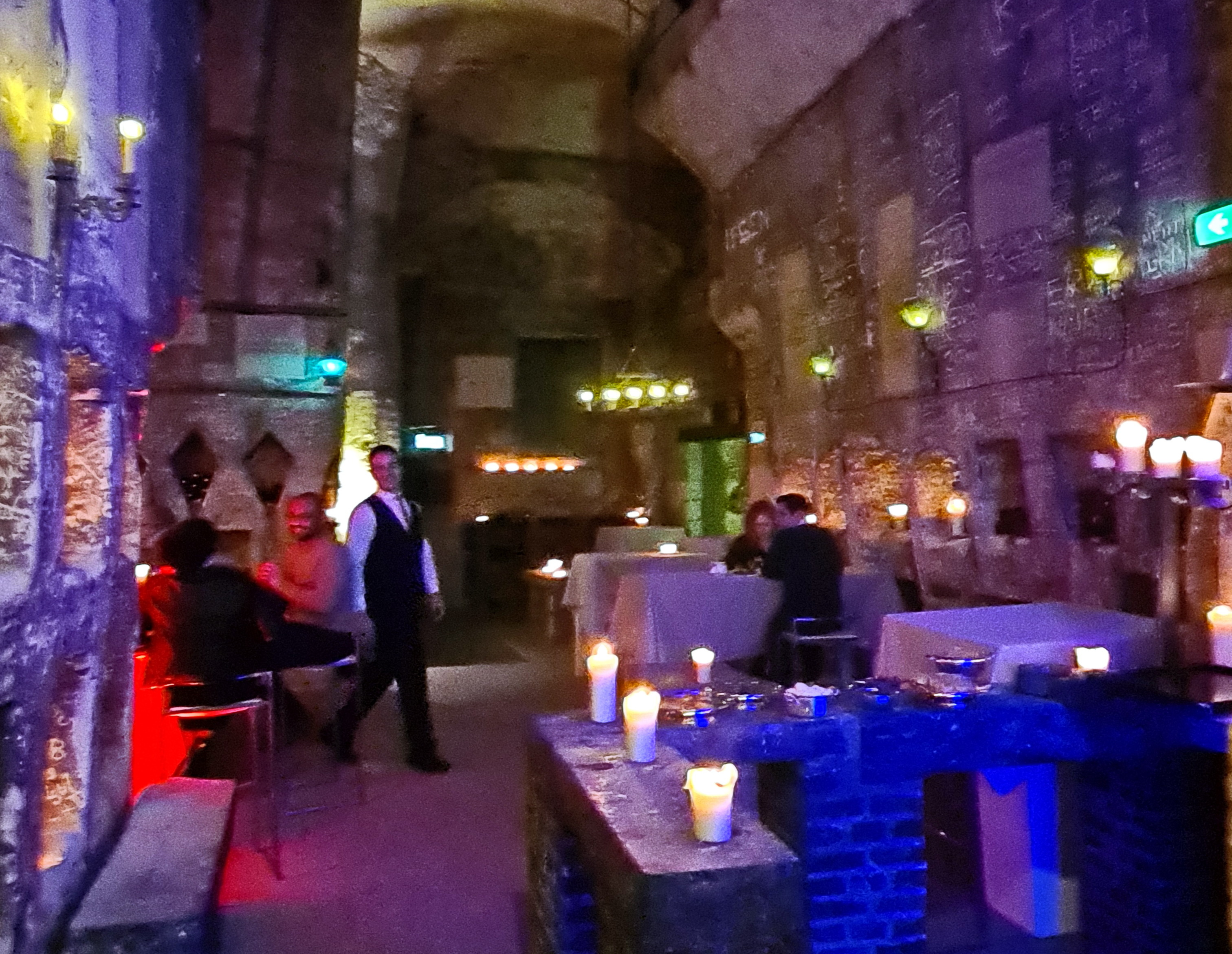
Bar in mergelgroeve
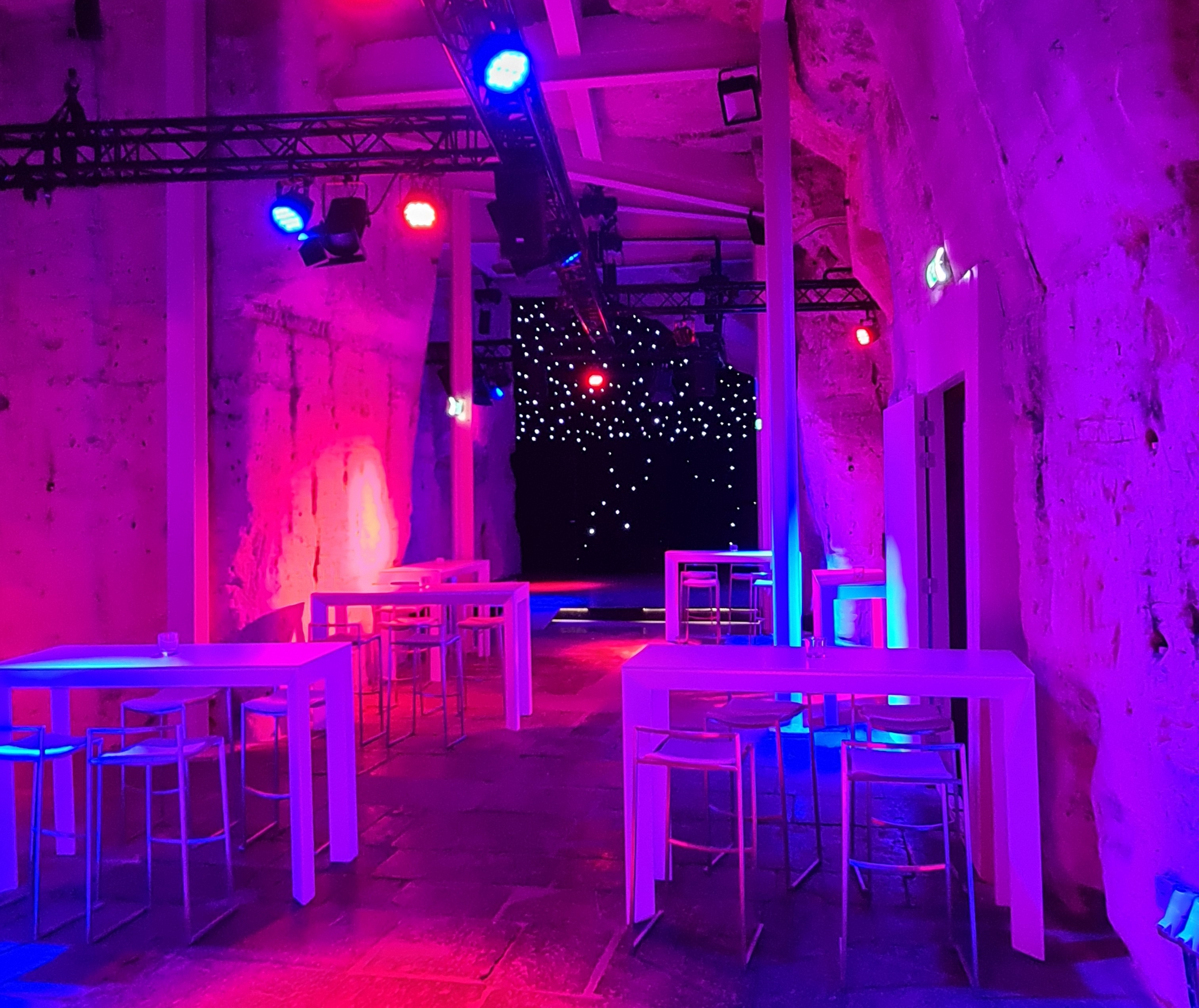
'Feestgrot'
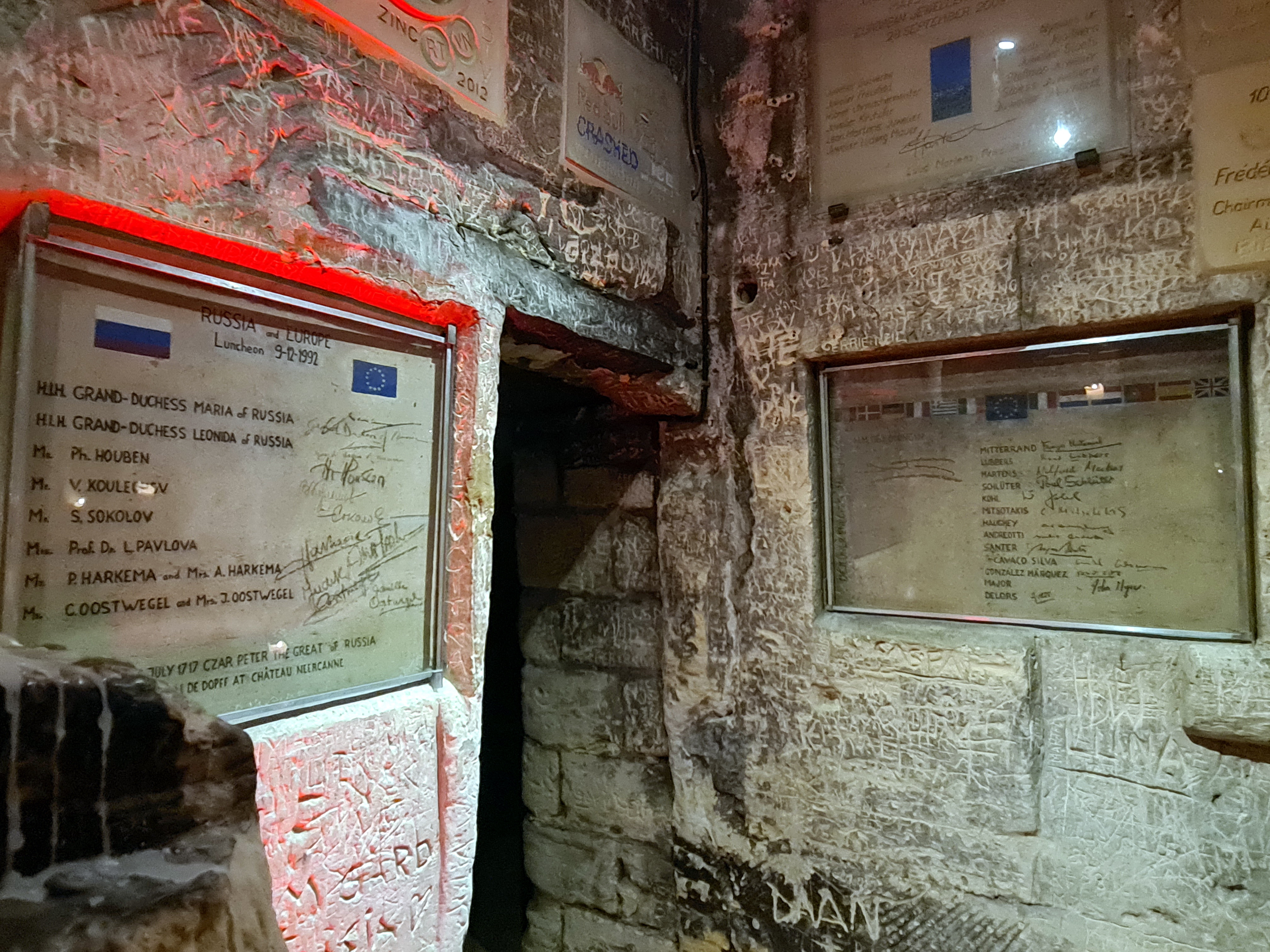
Handtekeningen prominente gasten (rechts: Eurotop 1991)

### Tuin en omgeving

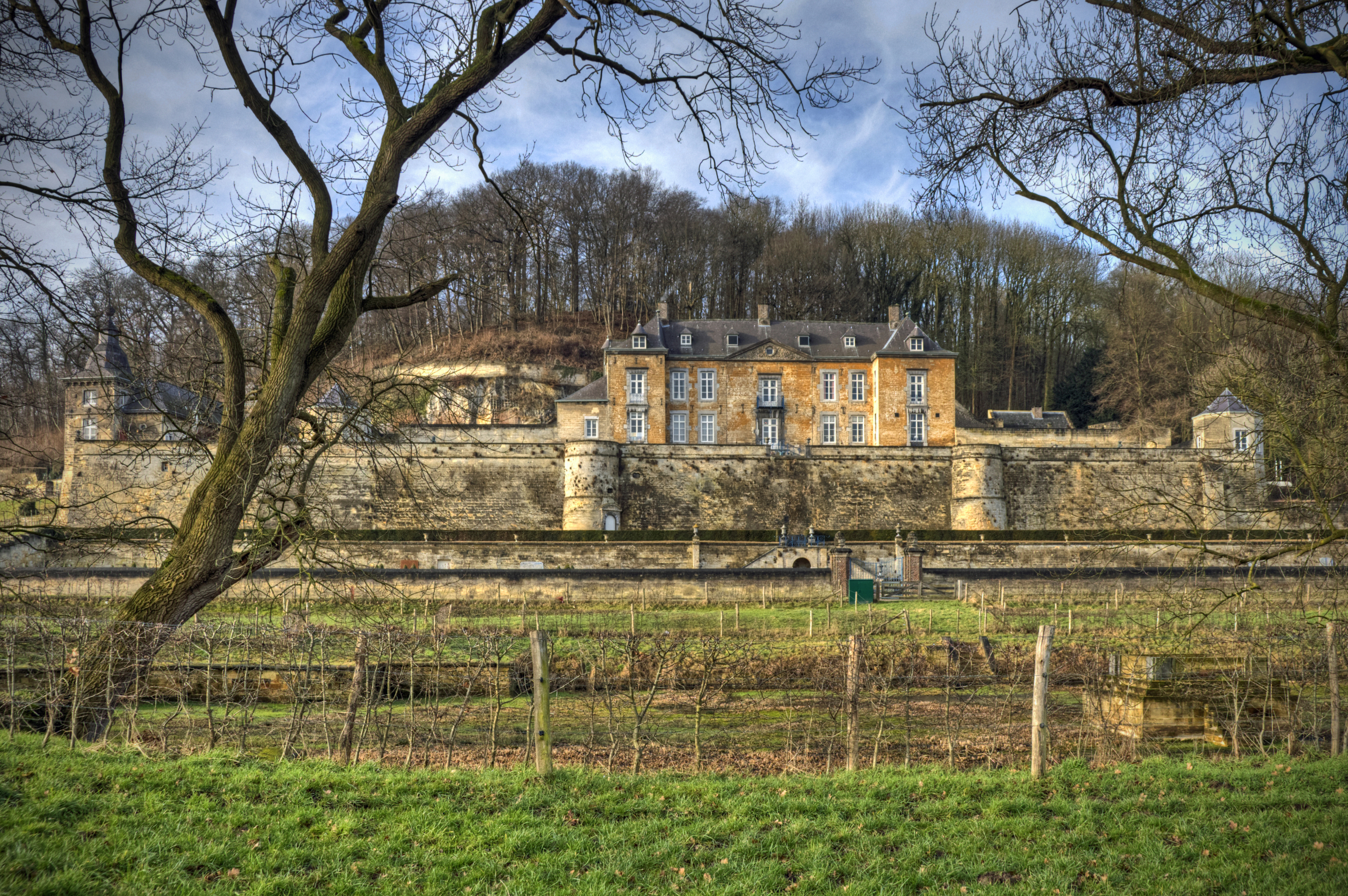
Jekerdal, Cannerberg en Neercanne

De terrassentuin is vanaf 1990 geleidelijk in oude glorie hersteld. Zowel het terras op kasteelniveau als dat op straatniveau zijn in moderne Franse stijl ingericht met buxus- en taxushagen, grasperken, kiezelpaden, tuinvazen en zitbanken. Ertussenin bevindt zich een smal middenterras. Op straatniveau bevindt zich de hoofdtuin, waar regelmatig beeldenexposities georganiseerd worden. Vijf beelden van Alexander Taratynov uit 2000 en 2001 hebben hier een permanente plek gevonden: Flora, Mercurius, Daniël van Dopff, Tsaar Peter de Grote en Dionysos. Aan de overkant van de weg, in het stroomgebied van de Jeker, ligt het slechts ten dele gerestaureerde laagste niveau van de oorspronkelijke tuin. De uitgesproken barokke vorm van de grote vijver is echter duidelijk te herkennen.
Château Neercanne beschikt over een bescheiden wijngaard, waar rode wijn wordt geproduceerd. In de directe omgeving liggen de wijngoederen Apostelhoeve en Hoeve Nekum. Achter het kasteel ligt het Cannerbos, een hellingbos. Vanaf het kasteel en de tuinen heeft men uitzicht over het Jekerdal en de Sint-Pietersberg.

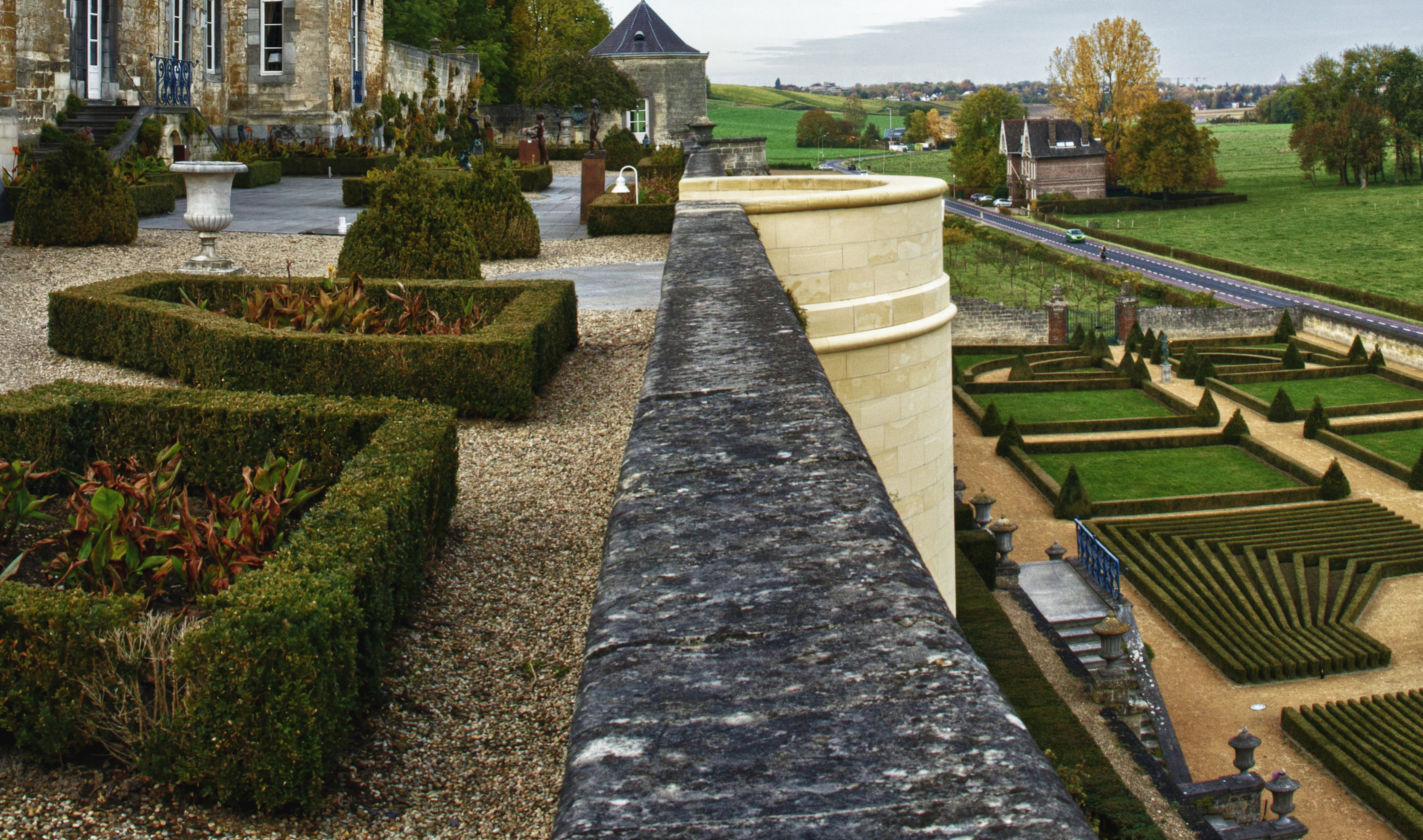
Overzicht terrassentuin
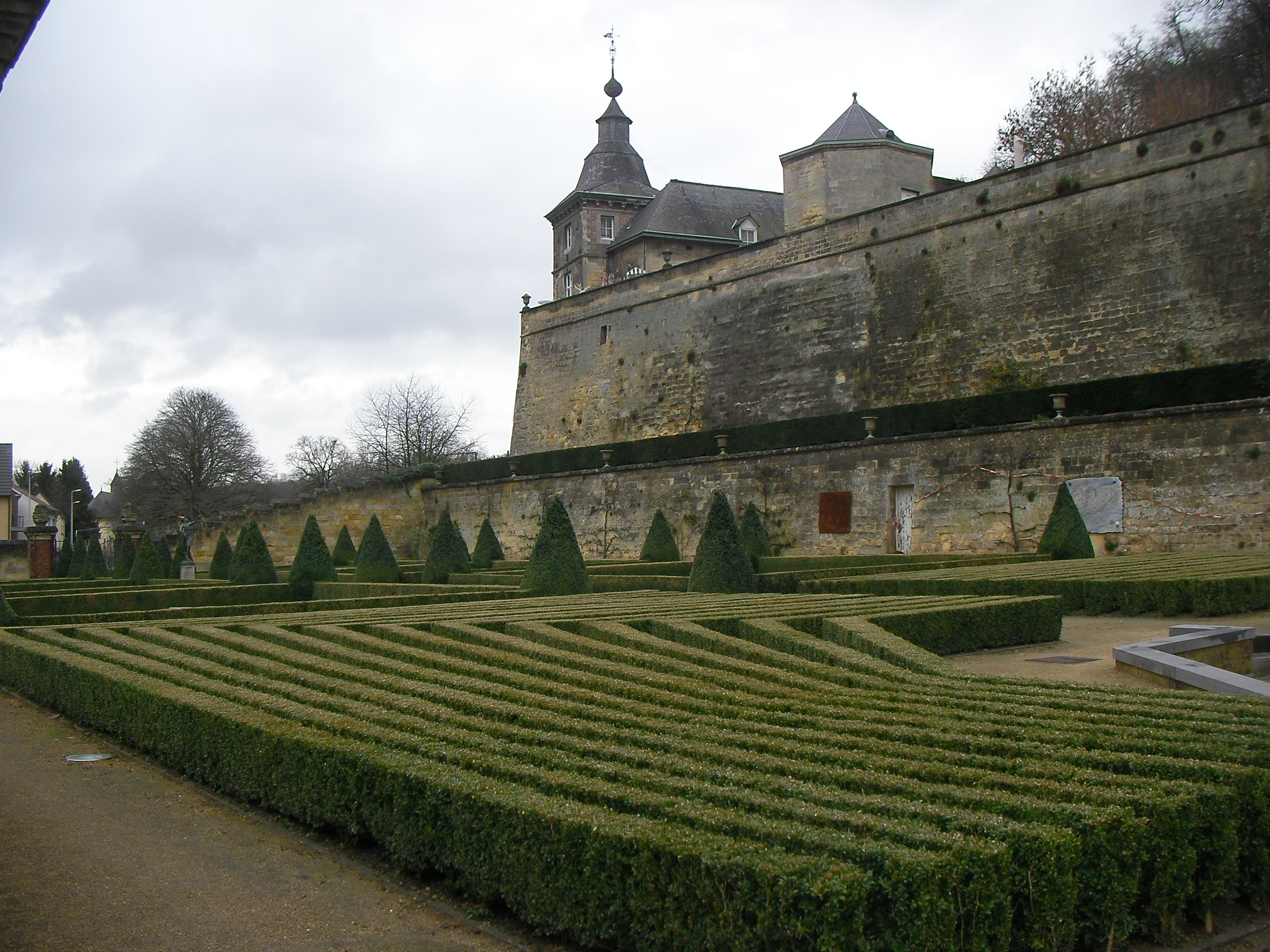
Tuin straatniveau
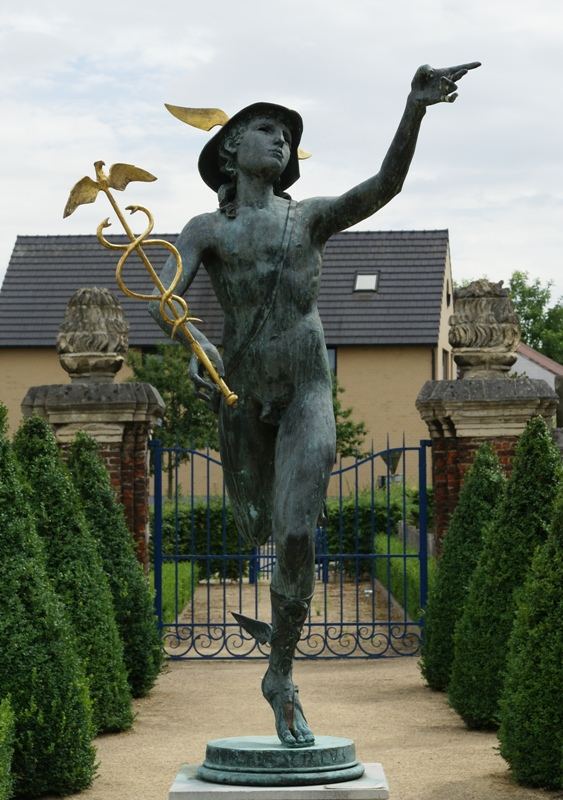
Idem, tuinbeeld Mercurius
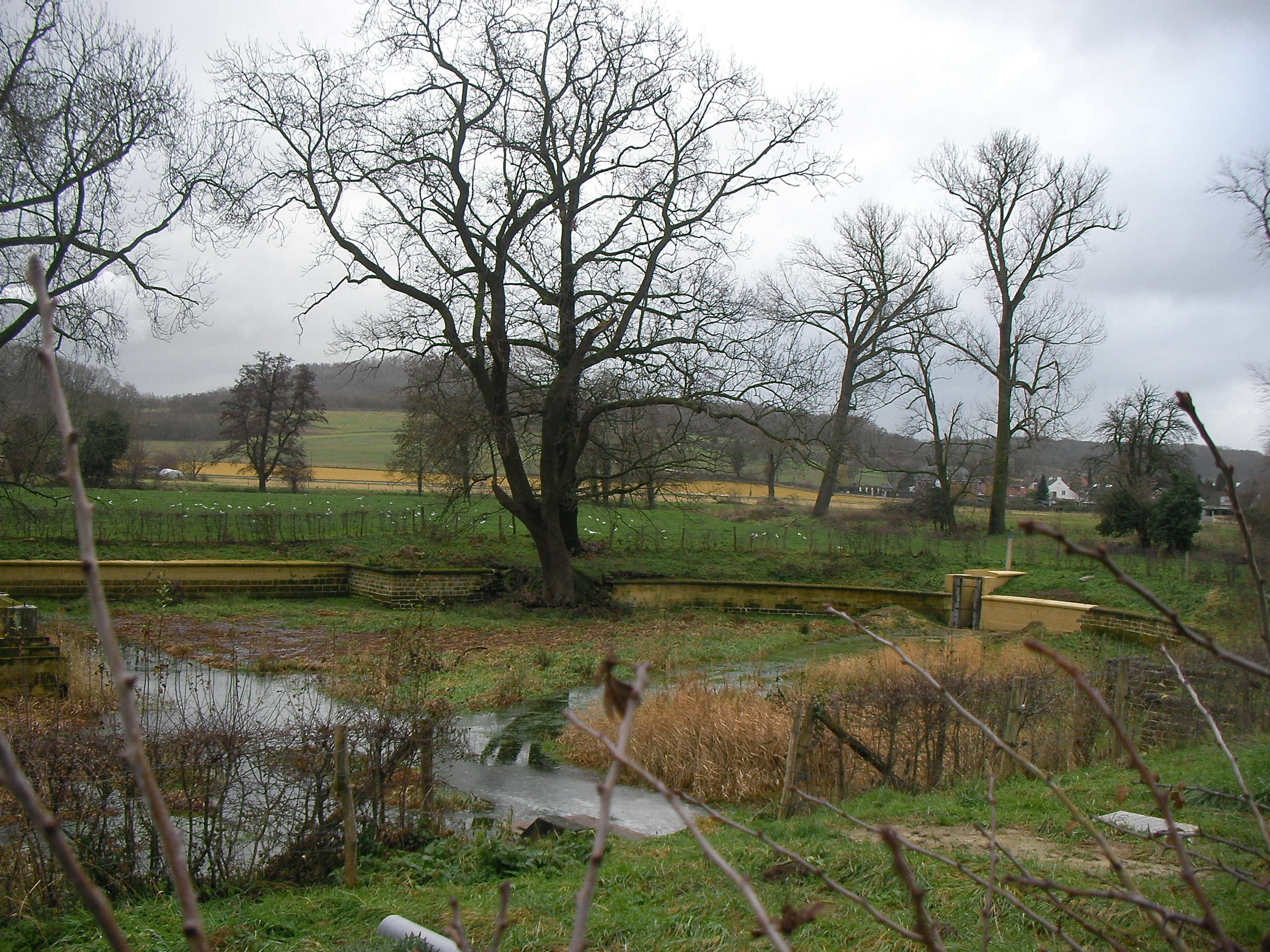
Vijver Jekerterras